# Palaeoheterodonta
Palaeoheterodonta är en ordning av musslor. Palaeoheterodonta ingår i klassen musslor, fylumet blötdjur och riket djur.
Kladogram enligt Dyntaxa:
| Palaeoheterodonta | \| \| Margaritiferidae \| \| \| \| \| \| Unionidae \| \| \| \| |
|                   | \| \| Margaritiferidae \| \| \| \| \| \| Unionidae \| \| \| \| |
|                   | Anomalodesmata                                                 |
|                   |                                                                |
|                   | Heterodonta                                                    |
|                   |                                                                |
|                   | Nuculoida                                                      |
|                   |                                                                |
|                   | Pteriomorpha                                                   |
|                   |                                                                |
|                   | Margaritiferidae                                               |
|                   |                                                                |
|                   | Unionidae                                                      |
|                   |                                                                |

|  | Margaritiferidae |
|  |                  |
|  | Unionidae        |
|  |                  |

## Bildgalleri

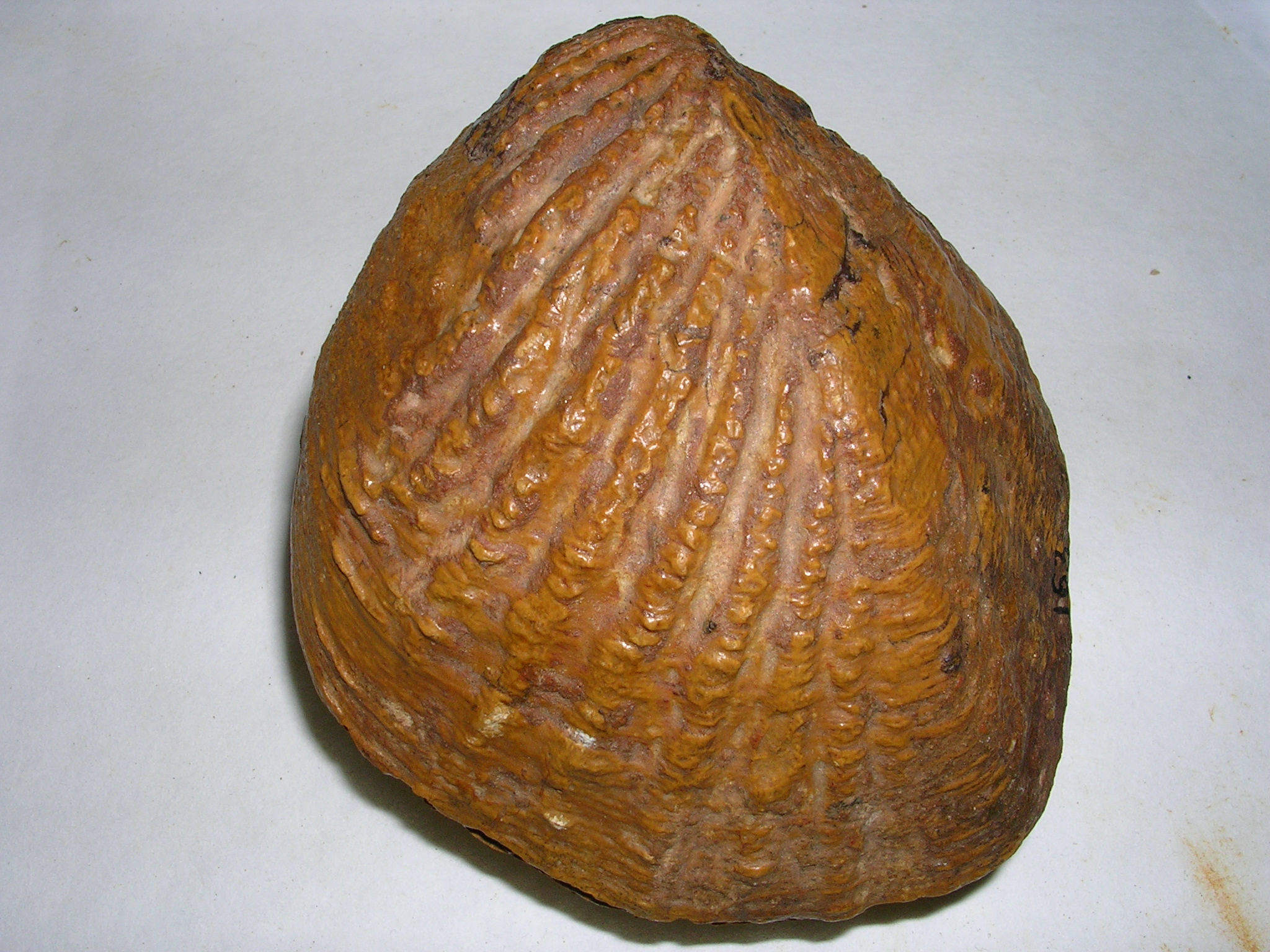
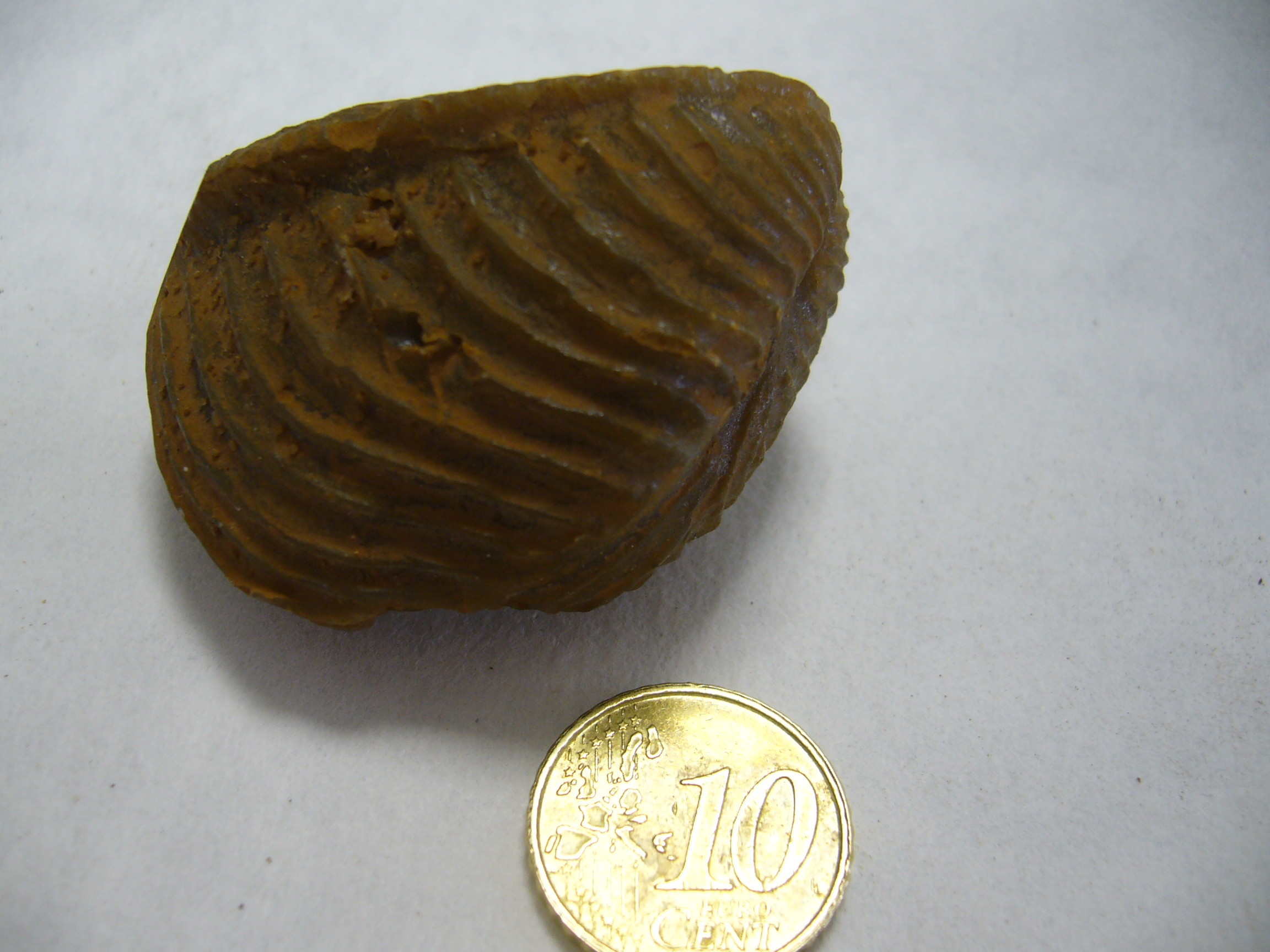
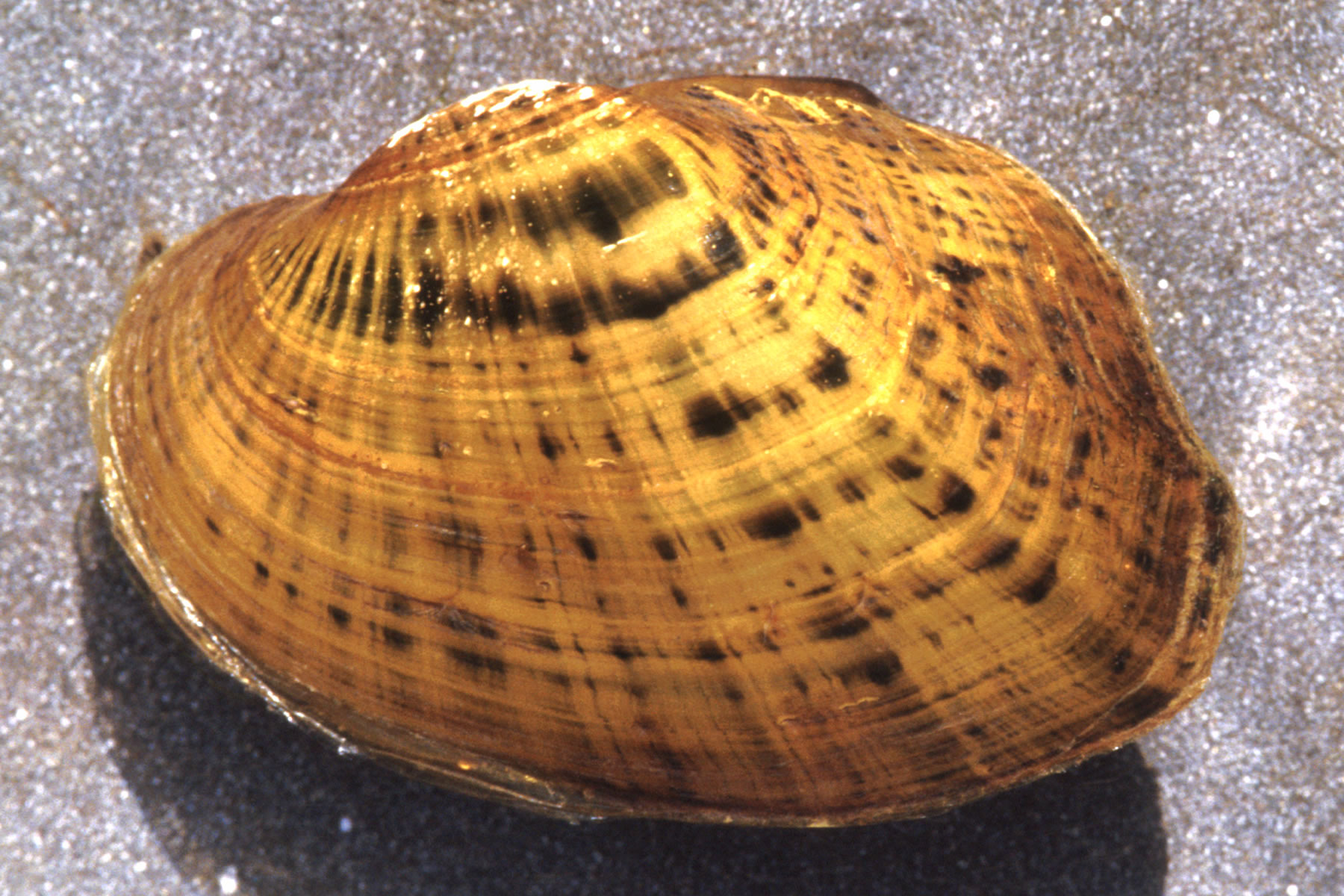
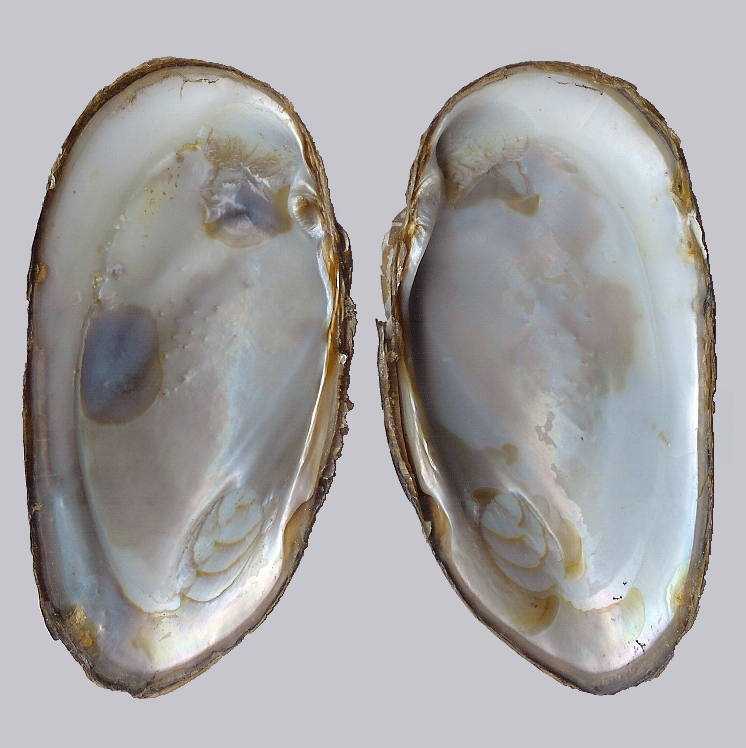